# Gran Montreal
La Gran Montreal (en francés, Grande Montréal y en inglés, Greater Montreal) es el área metropolitana centrada en la ciudad de Montreal. Contaba con 3.635.571 habitantes según los resultados del censo 2006, lo que la convierte en la región más poblada de la provincia de Quebec y la segunda más poblada de Canadá, detrás del Área Metropolitana de Toronto.
El término Gran Montreal se usa coloquilmente para denominar a dos zonas diferentes, el área metropolitana censal de Montreal (CMA), determinada por la agencia estatal de estadística Statistics Canada; y la Comunidad Metropolitana de Montreal (CMM) (en francés, Communauté Métropolitaine de Montréal y en inglés, Montreal Metropolitan Community), un área de gobierno metropolitano encabezado por un presidente (actualmente el alcalde de Montreal Gérald Tremblay).

## Generalidades

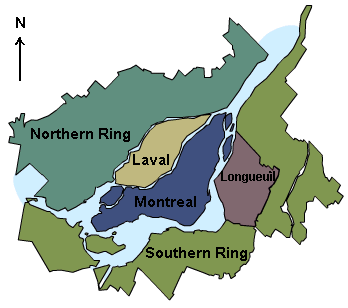
El anillo interior del Gran Montreal abarca Montreal, Laval y Longueuil; el anillo exterior, el Northern Ring y el Southern Ring.

Se distinguen dos zonas principales dentro del área,
- El anillo interior, compuesto por los municipios densamente poblados situados en las proximidades del centro de Montreal. Incluye toda la isla de Montreal, Laval y Longueuil;

- El anillo exterior, compuesto por los municipios de baja densidad situados en la periferia del área metropolitana de Montreal. La mayoría de estas ciudades y pueblos son semirrurales. En concreto, el término suburbios exteriores se refiere a los suburbios que se encuentran sobre la ribera norte del río San Lorenzo (Northern Ring en el mapa), y los que están sobre la ribera sur del mismo río, con excepción de la ciudad de Longueuil, (Southern Ring en el mapa).

El Área Metropolitana Censal de Montreal (CMA) abarca noventa municipalidades cubriendo un área de 4.258,97 km² con una población de 3.635.571 habitantes según el censo de 2006.
La Comunidad Metropolitana de Montreal (CMM) abarca ochenta y dos municipalidades cubriendo un área de 3.838 km² con una población estimada en 2010 de 3.859.318 habitantes.
| Ciudades que componen la Región Metropolitana de Montreal |
| En la Isla de Montreal - Baie-d'Urfé - Beaconsfield - Côte-Saint-Luc - Dollard-Des Ormeaux - Dorval - Hampstead - L'Île-Dorval (la menor ciudad de Canadá, con 5 habitantes permanentes) - Kirkland - Montréal-Est - Montréal-Ouest - Mont-Royal - Pointe-Claire - Sainte-Anne-de-Bellevue - Senneville - Westmount El área de las 15 ciudades juntas es de aproximadamente 134 km², y su población total, de aproximadamente 160 mil habitantes. Estas 15 ciudades fueron separadas de Montreal el 1 de enero de 2006, de acuerdo con los resultados del referéndum de 2004, y son de nuevo ciudades independientes. |
| En las islas de la región - Laval - L'Île-Perrot - Notre-Dame-de-l'Île-Perrot - Pincourt - Terrasse Vaudreuil |
| En el margen norte del río San Lorenzo - Blainville - Boisbriand - Mirabel - Repentigny - Sainte-Thérèse - Terrebonne |
| En el margen sur del Río San Lorenzo - Kahnawake - Brossard - Candiac - Châteauguay - Longueuil - Boucherville |

## Transporte
La Agencia Metropolitana de Transporte (AMT) (francés: Agence métropolitaine de transport) planea, integra y coordina el transporte público en la Gran Montreal, incluyendo la isla de Montreal, Laval (Île Jésus), y las comunidades a lo largo tanto de las costas norte y sur del río San Lorenzo. Fundado en 1996, el sistema de trenes de cercanías de AMT cuenta con cinco líneas que unen el centro de la ciudad con las comunidades hacia el oeste hasta Rigaud, tan al este como Mont-Saint-Hilaire, y tan al norte como Saint-Jérôme. La autoridad de la AMT también incluye la gestión de los carriles reservados para vehículos de alta ocupación en la red de autopistas, la administración de las terminales metropolitanas de autobuses, estacionamientos de disuasión, y un presupuesto de $ 163 millones, lo que se comparte entre las corporaciones de tránsito y las organizaciones públicas intermunicipales de tránsito. El AMT se extiende por el territorio de 63 municipios y una reserva indígena, 13 municipios regionales de condado, y 21 autoridades de tránsito. Atiende a una población de aproximadamente 3,7 millones de personas que realizan más de 750.000 viajes diarios.
Las comisiones de tránsito más importante bajo la órbita de la Agencia Metropolitana de Transporte son:
- Sociedad de Transporte de Montreal (en francés Société de transport de Montréal), al servicio de la Isla de Montreal;
- Sociedad de Transporte de Laval (en francés Société de transport de Laval), sirviendo a la ciudad de Laval;
- Red de transporte de Longueuil (en francés Réseau de transport de Longueuil), al servicio de la aglomeración urbana de Longueuil;

Además, hay numerosas pequeñas agencias de transporte integradas en el Consejo Intermunicipal de Transporte (CIT) (en francés Conseil Intermunicipal de Transporte).